# Савлевич, Геннадий
Геннадий Савлевич (укр. Геннадій Савлевич; род. 1 мая 1947) — советский легкоатлет, специалист по тройному прыжку. Выступал за сборную СССР по лёгкой атлетике в начале 1970-х годов, обладатель бронзовой медали чемпионата Европы в помещении, призёр первенств всесоюзного и республиканского значения, финалист чемпионата Европы в Хельсинки. Представлял город Львов и физкультурно-спортивное общество «Динамо».

## Биография
Геннадий Савлевич родился 1 мая 1947 года.
Занимался лёгкой атлетикой во Львове, выступал за Украинскую ССР и всесоюзное физкультурно-спортивное общество «Динамо». В 1967 году выполнил норматив мастера спорта на летней Спартакиаде УССР, прыгнув на 15,79 метра. В 1970 году выиграл чемпионат Украинской ССР в Днепропетровске с результатом 15,81 м, полуфинал Кубка СССР—Кубка «Известий» в Риге в составе команды Львова с результатом 15,74 м.
Впервые заявил о себе на всесоюзном уровне в сезоне 1971 года, когда на зимнем чемпионате СССР в Москве с результатом 16,33 стал серебряным призёром в тройном прыжке, уступив только титулованному Виктору Санееву. Попав в состав советской сборной, выступил на чемпионате Европы в помещении в Софии — на сей раз показал результат 16,24 и завоевал бронзовую награду — в финале его обошли соотечественник Виктор Санеев и румын Карол Корбу. Также принимал участие в чемпионате Европы в Хельсинки, где в программе тройного прыжка с результатом 16,24 занял итоговое восьмое место.
В 1972 году на другом зимнем чемпионате СССР в Москве прыгнул на 16,43 метра, установив личный рекорд в закрытых помещениях и выиграв бронзовую медаль, победил на зимнем чемпионате Украинской ССР в Донецке с результатом 16,08 метра. На летнем чемпионате СССР в Москве занял 6-е место с результатом 16,13 метра, на мемориале братьев Знаменских тоже был шестым с личным рекордом на открытом стадионе — 16,20 метра. 
В феврале 1973 года выиграл зимний чемпионат Украинской ССР в Ворошиловграде с результатом 16,03 метра. В августе 1974 года на соревнованиях в Ровно прыгнул на 16,12 метра.